# فلاویو آمادا
فلاویو آمادا (انگلیسی: Flávio Amado؛ زادهٔ ۳۰ دسامبر ۱۹۷۹) یک بازیکن فوتبال اهل آنگولا است.